# Bukhara (tỉnh)
Tỉnh Buxoro là một tỉnh nằm ở phía tây nam của Uzbekistan. Sa mạc Kyzyl-Kum chiếm một phần lớn diện tích của tỉnh. Tỉnh giáp với Turkmenistan, tỉnh Navoiy, tỉnh Qashqadaryo, một phần giáp tỉnh Xorazm, và Cộng hòa Qaraqalpaqstan. Tỉnh có diện tích 40.300 km2. Dân số được ước tính là 1.525.900 người (dữ liệu cuối năm 2005), với 71% sống ở nông thôn.
Tỉnh Buxoro được chia thành 11 huyện hành chính. Thủ phủ tỉnh là Buxoro (dân số ước tính 241.300 người vào cuối năm 2005) các thị trấn lớn khác bao gồm Alat, Karakul, Galaasiya, Gazli, Gijduvan (pop. 40.600 cuối năm 2005), Kagan (pop. 53.500, cuối 2005), Romitan, Shafirkan, và Vabkent.
Khí hậu là lục địa thường khô cằn khí hậu.
Thành phố cổ Bukhara là một di sản thế giới, nổi tiếng như một "bảo tàng sống" và một trung tâm du lịch quốc tế. Có rất nhiều di tích lịch sử và kiến trúc trong và xung quanh thành phố và các huyện lân cận.
Tỉnh Buxoro có nguồn tài nguyên thiên nhiên quan trọng, đặc biệt là khí thiên nhiên, dầu khí, than chì, bentonit, đá cẩm thạch, lưu huỳnh, đá vôi, và nguyên liệu cho xây dựng. Các hoạt động công nghiệp phát triển nhất là lọc dầu, bông, dệt may (bao gồm cả Uzbekikat), và công nghiệp nhẹ khác. Hàng thủ công truyền thống như thêu vàng, đồ gốm, và khắc đã được hồi sinh. Bukhara là trung tâm chăn nuôi cừu karakul và sản xuất của Da karakul trong Uzbekistan.